# Adamstown (Wexford megye)
Adamstown (ír nyelven: Maigh Arnaighe, Maigh Arnaí) egy falu Wexford megyében, Írországban. 24 km-re északnyugatra található Wexfordtól, 20 km-re keletre New Ross-tól, és 20 km-re délnyugatra Enniscorthy-tól.
A faluban egy általános és egy középiskola, egy GAA- és futballpálya, egy közösségi központ, két kocsma, egy templom található temetővel. A falu mellett található a 16. századra datált adamstowni vár vagy torony.
Az Adamstowni Mezőgazdasági Show-t minden évben július első szombatján tartják meg.

## Nevezetes emberek
- Pádraic Delaney - ír színész
- Kevin Doyle - ír focista

## Közlekedés
A Bus Éireann 371-es és 382-es járatai biztosítják a tömegközlekedést péntekenként Wexford és New Ross felé.

## Fordítás
Ez a szócikk részben vagy egészben  az   Adamstown, County Wexford című angol Wikipédia-szócikk fordításán alapul.  Az eredeti cikk szerkesztőit annak laptörténete sorolja fel. Ez a jelzés csupán a megfogalmazás eredetét és a szerzői jogokat jelzi, nem szolgál a cikkben szereplő információk forrásmegjelöléseként.